# Евстигнеев, Пётр Петрович
Пётр Петрович Евстигнеев (26 июня 1901, деревня Бараново, Московская губерния — 2? февраля 1970, Москва) — советский военачальник, генерал-лейтенант (22.06.1944).

## Биография
Родился в деревне Бараново, ныне Можайского района Московской области в семье крестьянина. Русский. В 1912 году окончил сельскую школу.
В марте 1918 году поступает на службу в РККА красноармейцем 1-го Московского добровольческого отряда, затем 1-го Интернационального полка. Принимает участие в Гражданской войне, борется с контрреволюцией на Ставропольщине, под Царицыном. В декабре 1918 года направляется на учебу на отделение командиров рот 1-го Интернационального полка. С августа 1919 года — командир роты Тульского военкомата. С мая по декабрь 1920 года обучался на курсах «Выстрел». С декабря 1920 года, командир взвода: 1-х Московских курсов, Высшей стрелковой и Военно-хозяйственной школ, Автоброневого отряда. В марте 1921 года участвовал в подавлении Кронштадтского мятежа.
С сентября 1923 года командир танка 1-й лёгкой флотилии танков. Член ВКП(б) с 1924 года. С октября 1924 года по октябрь 1925 года обучался на курсах усовершенствования Школы механической тяги. После учёбы — командир взвода Отдельного, 3-го танковых полков, командир роты и политрук 3-го танкового полка. С апреля 1931 года начальник автомобильного склада — мастерской Московской Пролетарской стрелковой дивизии. В 1932—1936 годах учится на специальном факультете Военной академии им. М. В. Фрунзе. После академии — на службе в разведывательном отделе штаба Ленинградского военного округа: помощник начальника (март — июнь 1936), начальник (июнь 1936 — март 1938) пограничного разведывательного пункта, заместитель начальника (март — июль 1938), начальник (июль 1938 — июнь 1941) разведотдела штаба округа, начальник разведывательного отдела ЛВО.
4 ноября 1939 года ему присвоено воинское звание комбрига. Участник советско-финляндской войны — начальник разведки 7-й армии. После окончания войны — председатель комиссии по возвращению военнопленных. В Великой Отечественной войне с июля 1941 года — начальник РО Штаба Северного фронта. С августа 1941 года и до конца войны начальник РО штаба Ленинградского фронта. 9 ноября 1941 года ему присвоено воинское звание генерал-майора, 22 июня 1944 года – звание генерал-лейтенанта.
После войны продолжил службу в армии: начальник РО штаба Ленинградского ВО (октябрь 1945 — июль 1946), ГСВГ (август 1946 — февраль 1950), в распоряжении главнокомандующего Сухопутными войсками (март — июль 1950), начальник Высших академических курсов офицеров разведки Генштаба Советской армии (август 1950 — июнь 1954), заместитель начальника штаба войск ПВО по разведке (июль 1954 — август 1958).
С 1959 года в отставке. Умер в феврале 1970 года, похоронен в Москве на Ваганьковском кладбище.

## Награды

### СССР
- орден Ленина (21.02.1945)
- четыре ордена Красного Знамени (в.т.ч. 05.10.1944, 03.11.1944, 1949)
- орден Кутузова I степени (22.06.1944)
- орден Богдана Хмельницкого I степени (29.06.1945)
- орден Суворова II степени (21.02.1944)
- орден Кутузова II степени (194?)
- орден Красной Звезды (10.02.1943)
  - Медали в.т.ч.:
  - «XX лет Рабоче-Крестьянской Красной Армии» (1938)
  - «Партизану Отечественной войны» I степени
  - «За оборону Ленинграда»
  - «За оборону Советского Заполярья»
  - «За Победу над Германией в Великой Отечественной войне 1941—1945 гг.»